# Area Archeologica di Tuscania
 (août 2023).
L'Area Archeologica di Tuscania  est une zone comportant divers sites de tombes étrusques remontant à différentes périodes de la civilisation étrusque. Elle est située dans la localité de la Peschiera près de Tuscania, commune située dans l'actuelle province de Viterbe dans le Latium, en Italie centrale.
.

## Description
L'Area Archeologica di Tuscania comporte des vestiges dont la majorité remontent à la période allant du VIIe  au  Ier siècle av. J.-C. et comporte des tombes des périodes orientalisante, archaïque, classique et hellénistique.
La zone dont les nécropoles sont disposées en corolle sur les pentes des plateaux, s'étale sur un périmètre de plusieurs kilomètres autour de Tuscania.
Les nécropoles sont concentrées  au nord et au  sud du colle di San Pietro, les nécropoles septentrionales de Peschiera, Pian di Mola, Castelluccio se trouvent le long des vallées des fleuves  Maschiolo et Marta, tandis que sur le versant opposé on trouve les complexes de l'Area del Tufo, Madonna dell’Olivo, Scalette, Carcarello et Sasso Pizzuto. 
D'autres ensembles de tombes ont été découvertes dans les localités de San Lazzaro et San Giusto (VIIIe – VIIe siècle av. J.-C.), Castelluzza (Ve – IVe siècle av. J.-C.), Doganella, Sughereto, San Giuliano, Rosavecchia et Val Vidone.

## Principales zones et nécropoles

### Nécropole Madonna dell'Olivo
La nécropole de la Madonna dell'Olivo doit son nom à l'église de la Madonna dell’Olivo située à proximité. Bien que déjà utilisée à l'époque archaïque,  elle comprend surtout des tombes de la période hellénistique (IVe  au  Ier siècle av. J.-C.). 

#### Principales tombes
- Grotta della Regina : il s'agit d'un labyrinthe de galeries et passages réalisés dans une grotte naturelle.

Le site est fortement dégradé à la suite d'actes de vandalisme et d'écroulements qui se sont produits dès l'Antiquité.
- Tombes de Curanas : sur les niveaux inférieurs se trouvent l'ensemble des tombes du groupe gentilice des Curanas (IVe et IIIe siècles av. J.-C.). Dans ces tombes se trouvait une grande quantité de sarcophages décorés de bas-reliefs sur les faces des caissons et dotés de couvercles figurés (personnages en pose semisdraiata).

### Nécropole della Peschiera
La nécropole de la Peschiera se trouve dans la localité de Peschiera. Elle a été utilisée du VIIe  au  Ier siècle av. J.-C. et comporte des tombes des périodes orientalisante, archaïque, classique et hellénistique.

#### Principales tombes

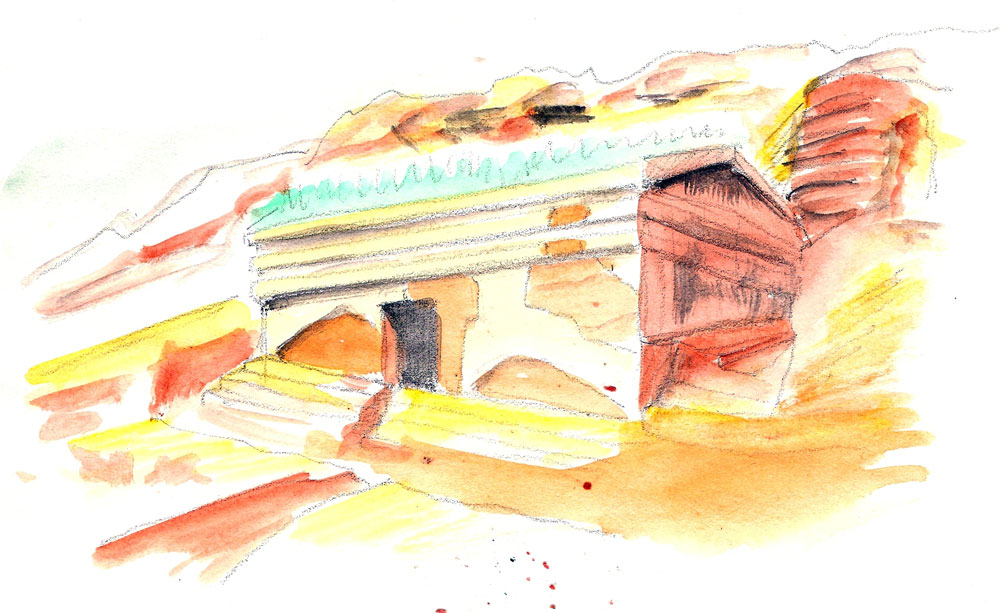
Vue d'artiste de la tomba del Dado adossée au rocher.

- La Tomba del Dado est la tombe archaïque la plus importante ; elle a été découverte en 1967, et est une reproduction fidèle aussi bien intérieure qu'extérieure d'une maison étrusque du VIe siècle av. J.-C.
- La Tomba Dore a été découverte en 1979 mais elle était déjà profanée. Son nom provient du nom du propriétaire du lieu de la découverte. Les éléments du trousseau funéraire ayant échappé aux tombaroli permettent une datation comprise entre les IIe et Ier siècles av. J.-C.

### Nécropole di Pian di Mola
La nécropole de Pian di Mola se trouve dans la localité de Pian di Mola. Utilisée du VIIe  au  Ier siècle av. J.-C. elle comporte des tombes des périodes orientalisante, archaïque, classique et hellénistique.
Les tombes les plus remarquables sont celles de l'époque hellénistique qui comportaient une série de sarcophages en terre cuite de production locale ainsi que des tombes rupestres a dado (« en cube ») comme la Tomba a casa con portico (« Tombe à maison avec portique) ».

## Museo Nazionale Archeologico di Tuscania
Le Musée archéologique national de Tuscania se trouve dans l'ancien couvent de Santa Maria del Riposo.

### Collections
Il comprend de nombreuses pièces historiques des différentes époques  étrusques : sarcophages et trousseaux funéraires de la famille étrusque des Vipiniana et des Curunas dont le trousseau constitue un rare exemplaire qui nous soit parvenu pratiquement entier. 
Le musée comporte aussi d'autres sarcophages en pierre et terre cuite provenant des diverses nécropoles étrusques et romaines de Tuscania.

## Sources
- Voir lien externe